# Акжал (Карагандинская область)
Акжал (каз. Ақжал) — посёлок в Шетском районе Карагандинской области Казахстана. Административный центр Акжалской поселковой администрации. Находится примерно в 116 км к югу от районного центра, села Аксу-Аюлы. Код КАТО — 356435100.

## Инфраструктура
Ближайшая железнодорожная станция — Агадырь (120 км). В 12 км от посёлка проходит автомагистраль Алматы — Астана.

## Промышленность
В поселке находится предприятие ТОО «Nova Цинк» (дочернее предприятие АО «Челябинский цинковый завод»), которое занимается добычей цинка и производством свинцового и цинкового концентрата.

## История
Посёлок возник как рудник по добыче полиметаллической руды. Населенный пункт при руднике Каскайгыр — Акжал, основанный в 1950 г., решением Карагандинского промышленного облисполкома от 18 августа 1964 г. отнесён к категории рабочих посёлков в составе Акчатауского промышленного района с присвоением ему наименования — городской посёлок Акжал. С 1964 года — посёлок городского типа. Расположен к югу от Караганды на 300 км и в 137 км к югу от районного центра — села Аксу-Аюлы.
Указом Президиума Верховного Совета КазССР от 31 декабря 1964 г. Акчатауский промышленный район ликвидирован, пос. Акжал передан в состав Шетского района.
Указом Президиума Верховного Совета КазССР от 20 марта 1973 г. пос. Акжал передан в состав Агадырского района Джезказганской области.
В 13 км к северо-востоку от посёлка установлен памятник Кернею.

## Население
| Численность населения | Численность населения | Численность населения | Численность населения | Численность населения |
| 1970                  | 1979                  | 1989                  | 1999                  | 2009                  |
| --------------------- | --------------------- | --------------------- | --------------------- | --------------------- |
| 1878                  | ↗2406                 | ↗3451                 | ↘3374                 | ↗3397                 |

В 1999 году население посёлка составляло 3374 человека (1648 мужчин и 1726 женщин). По данным переписи 2009 года, в посёлке проживало 3397 человек (1674 мужчины и 1723 женщины).

## Галерея
| - Памятник Керней в 13 км к северо-востоку от посёлка - Почтовое отделение - Дом культуры - Воинский мемориал - Вход на стадион |